# Max Serwin
Max Serwin, tidigare Emil Amir Ingmanson, född 10 juni 1977, är en svensk tidigare finansman, numera dömd bedragare. Han är en av huvudmännen i den så kallade Falcon Funds-härvan. Serwin var tidigare budbilsförare. Han dömdes i Svea hovrätt till maxstraff för grova bedrägerier, 8 års fängelse.

## Biografi
Serwin dömdes i april 2020 till fängelse i sex år och nio månader och hans skuld till den svenska staten uppgick till drygt 72 miljoner kronor.
Den 3 mars 2021 dömde Stockholms tingsrätt Max Serwin ånyo, nu för grov trolöshet mot huvudman. Tingsrätten konstaterar i sin dom att brottsligheten varit mycket välplanerad, systematisk och avsett stora värden. Med tidigare dom fastställdes fängelsestraffet till det nära maxstraffet 7 år och 6 månader.
Enligt domen ska Max Serwin även betala tillbaka 185 miljoner kronor. Hittills har dock inte ens en sjättedel av de försvunna pengarna kunnat säkras. Max Serwin tros ha gömt undan tiotals miljoner i bland annat Dubai.